# تشارلز تي روبرتسون جونيور
تشارلز تي روبرتسون جونيور (بالإنجليزية: Charles T. Robertson, Jr.)‏ هو عسكري أمريكي، ولد في 15 أغسطس 1946 في بينفيل في الولايات المتحدة.